# 허창수
허창수(許昌秀, 1949년 10월 16일~)는 GS그룹 초대 회장을 맡고있는 대한민국의 기업인이다.

## 학력
- 경남고등학교 졸업
- 고려대학교 경영학 학사
- 세인트루이스 대학교 경영대학원 경영학 석사

## 생애
1948년 10월 16일, 경상남도 진주시에서 허준구와 능성 구씨 구위숙의 아들로 태어났다. 
고려대학교에서 경영학 학사 학위를 졸업하였다. 그 후 세인트루이스 대학교 경영대학원(Saint Louis University Business School)에서 경영학 석사 학위를 졸업하였다.
2007년, 같은 학교에서 명예 경영학 박사학위를 받았다. 1977년 4월, 럭키그룹 기획조정실 인사과장으로 회사 생활을 시작했다.
1979년 7월, 반도상사 해외기획실 부장을 거쳐 1982년 2월, LG상사 홍콩지사 선임부장이 되었으며, 1984년 5월, LG상사 홍콩지사 이사를 역임했고, 1984년 9월, LG상사 도쿄지사 이사, 1986년 5월, LG상사 도쿄지사 상무가 되었다.
1988년 8월, LG상사 관리본부 전무로 승진하였고, 1989년 5월 럭키 부사장의 자리에 올랐다.
1992년 5월부터 1995년 2월까지 금성산전 부사장으로 일하였고, 1995년 2월부터 2002년 3월까지 LG전선 회장을 역임하였다. 2002년 3월부터 현재까지 GS건설의 회장을 맡고 있다.
2004년, LG그룹은 당시 구씨 65%, 허씨 35%의 비율로 운영되었으나 상호합의하에 LG그룹에서 계열 분리를 시작했고 그 중 정유, 유통, 건설부문을 얻어 2005년 GS그룹의 회장 겸 대표이사로 취임하였다.
2019년 12월, 막내 동생인 허태수에게 GS그룹 회장직을 넘기고 명예회장으로 용퇴하였다. 허창수 회장은 GS그룹의 지주회사 중심 지배구조를 마련했고, 에너지·유통·건설 등 3대 핵심 사업의 확고한 경쟁력을 구축했으며, 2004년,, 출범 당시 매출액 23조원, 자산 18조원, 계열사 15곳 규모의 GS그룹을 2018년 말 기준 매출액 68조원, 자산 63조원, 계열사 64곳 규모로 3배 이상으로 성장시켰다.

## 경력
- 1977.04 LG그룹 기획조정실 인사과장
- 1979.07 LG상사 해외기획실 부장
- 1982.02 LG상사 홍콩지사 선임부장
- 1984.05 LG상사 홍콩지사 이사
- 1984.09 LG상사 도쿄지사 이사
- 1986.05 LG상사 도쿄지사 상무
- 1988.08 LG상사 관리본부 전무
- 1989.05 LG화학 부사장
- 1992.05 ~ 1995.02 LG산전 부사장
- 1995.02 ~ 2002.03 LG전선 회장
- 1998.02 ~ 2019 FC 서울 구단주
- 2002 LG건설 회장
- 2002.03 ~ : GS건설 이사회 의장
- GS건설 사외이사후보추천위원회 위원장
- 2004 ~ 2019 : GS그룹 회장, 남촌재단이사장
- 2011 ~ 2017 : 제33대 ~ 제35대 전국경제인연합회 회장
- 2011년 ~ 2018년 : 2018 평창동계올림픽대회 조직위원회 고문
- 2017 ~ 2021 : 제36대 ~ 제37대 한국기업연합회 회장
- 2020 ~ : GS 명예회장
- 2021 ~ 2023 : 제38대 전국경제인연합회 회장
- 2023 ~ : 전국경제인연합회 명예회장

## 가족 관계
증조할아버지는 지산정(止愼亭) 허준(許駿, 1844-1932)으로 선공감감역을 지낸 뒤 1886년 사마시에 합격하여 진사가 되었고 1903년 비서원승(秘書院丞)을 지냈다. 경상하도의 이름난 만석꾼으로서 지역사회 구휼 활동은 물론 구인회, 이병철, 조홍제 등이 졸업한 지수초등학교 부지 제공에 힘썼으며 독립운동의 자금줄 역할을 했던 백산상회 설립에 참여하였다. 
할아버지는 LG그룹 공동창업주 효주(曉州) 허만정(許萬正, 1897-1952)으로 허준의 차남인데, 역시 독립운동을 지원했으며 진주여고를 설립하기도 했다.
허만정의 원배(元配)는 초계 정씨로 참봉 정연기(鄭演祈)의 여식이다. 슬하에 5남을 두었는데, 이들은 '구(九)' 항렬자를 쓰고 있다. 원배가 1937년 별세한 뒤 계배(繼配) 진주 하씨 하위정을 맞이하였고 슬하에 3남을 두었는데 이들은 '승(承)' 항렬자를 쓰고 있다.
큰아버지는 삼양통상 회장이자 삼성그룹 공동창업주였던 허정구이며, 큰어머니는 여주 이씨로 경주 양동 회재 이언적의 후손이다. 아버지는 LG그룹 총괄부회장이었던 허준구이다. 큰아버지와 아버지가 초계 정씨 소생 5형제인데, 아버지는 양자를 갔다.
- 증조부 : 허준(許駿, 1842 ~ 1934), 진사, 선공감 감역, 비서원승, 백산상회 설립
  - 조부 : 허만정(許萬正, 1897 ~ 1952), LG그룹 공동창업주, GS그룹 효시
  - 조모 : 초계 정씨(1895 ~ 1937), 부(父) 참봉 연기(演祈), 슬하 5남
    - 백부 : 허정구(許鼎九, 1911년 8월 6일 ~ 1999년 9월 23일, 삼양통상 명예회장, 삼성그룹 공동창업주)
    - 백모 : 여주 이씨 행좌(李幸佐, 초명 奇出, 1918 ~ 2003), 부(父) 석연(錫璉), 회재 후(晦齋后)
    - 백부 : 허학구(許學九) - 새로닉스 회장
    - 아버지 : 허준구(許俊求, 1923년 5월 9일 ~ 2002년 7월 29일, LG건설 명예회장)
    - 어머니 : 구위숙(具위숙, 1928년 ~ 2024년 12월 3일[3])
      - 부인 : 연안 이씨 부(父) 상공부 차관 이철승 
        - 아들 : 허윤홍 (許允洪, 1979년 1월 24일 ~ , GS건설 사장)

      - 동생 : 허정수 (許正秀, 1951년 ~ , GS네오텍 회장)
      - 동생 : 허진수 (許珍秀, 1953년 9월 12일 ~ , GS칼텍스 주식회사 상임고문)
      - 동생 : 허명수 (許明秀, 1955년 10월 1일 ~ , GS건설 상임고문)
      - 동생 : 허태수 (許泰秀, 1957년 11월 8일 ~ , GS 회장)

    - 숙부 : 허신구(許愼九, 1929년 ~ 2017년) - GS리테일 명예회장
    - 숙부 : 허완구(許完九, 1936년 ~ 2017년) - 승산 회장
    - 숙부 : 허승효(許承孝, 1944년 ~ ) - 알토 회장
    - 숙부 : 허승표(許承杓, 1946년 ~ ) - 피플웍스 회장
    - 숙부 : 허승조(許承祖, 1951년 ~ ) - GS리테일 부회장